# カルロ・ファン・ネステ
カルロ・ファン・ネステ（Carlo van Neste, 1914年4月1日 - 1992年7月12日）は、ベルギー出身のヴァイオリニスト。

## 経歴
アントウェルペンの楽器製作者の家に生まれた。洗礼時、ファースト・ネームは「カール」(Carl)だったが、第二次世界大戦の影響ですぐさま「カルロ」に替えられたという経緯がある。幼少時より父親からヴァイオリンの手ほどきを受け、11歳の時にウジェーヌ・イザイに面会してその才能を激賞され、その翌年からベルギー内外で演奏活動を行うようになった。14歳の時にはコロムビア・レコードに初レコーディングを行っている。
演奏家として近現代のベルギーの作曲家たちの作品を擁護し、フランシス・ブルギニョン、ローデウェイク・デ・フォークト、フロール・アルパールツ、ヴィクトル・レグリー、レイモン・シュヴルイユ、マルセル・プート、ジャン・アプシル、ルネ・デフォッセ、ジョンゲン、アルベール・ユイブレシュト、ゴッドフリート・デフリーゼ、フレデリック・デフリーゼらの作品をレパートリーに入れて演奏していた。こうした功績から、1973年にはベルギー作曲家連盟からフーガ・トロフィーを贈られている。
教育者としては、1942年から母校のブリュッセル王立音楽院で教鞭を執るようになり、エリザベート王妃音楽院でも教えた。1992年、ブリュッセルにて死去。